# Гагарин, Александр Сергеевич
 Александр Сергеевич Гагарин  (16 апреля 1879, Санкт-Петербург, Российская империя — 4 марта 1966, Канны, Франция) — поручик Кавалергардского полка, адъютант военного министра, общественный и церковный деятель.

## Биография

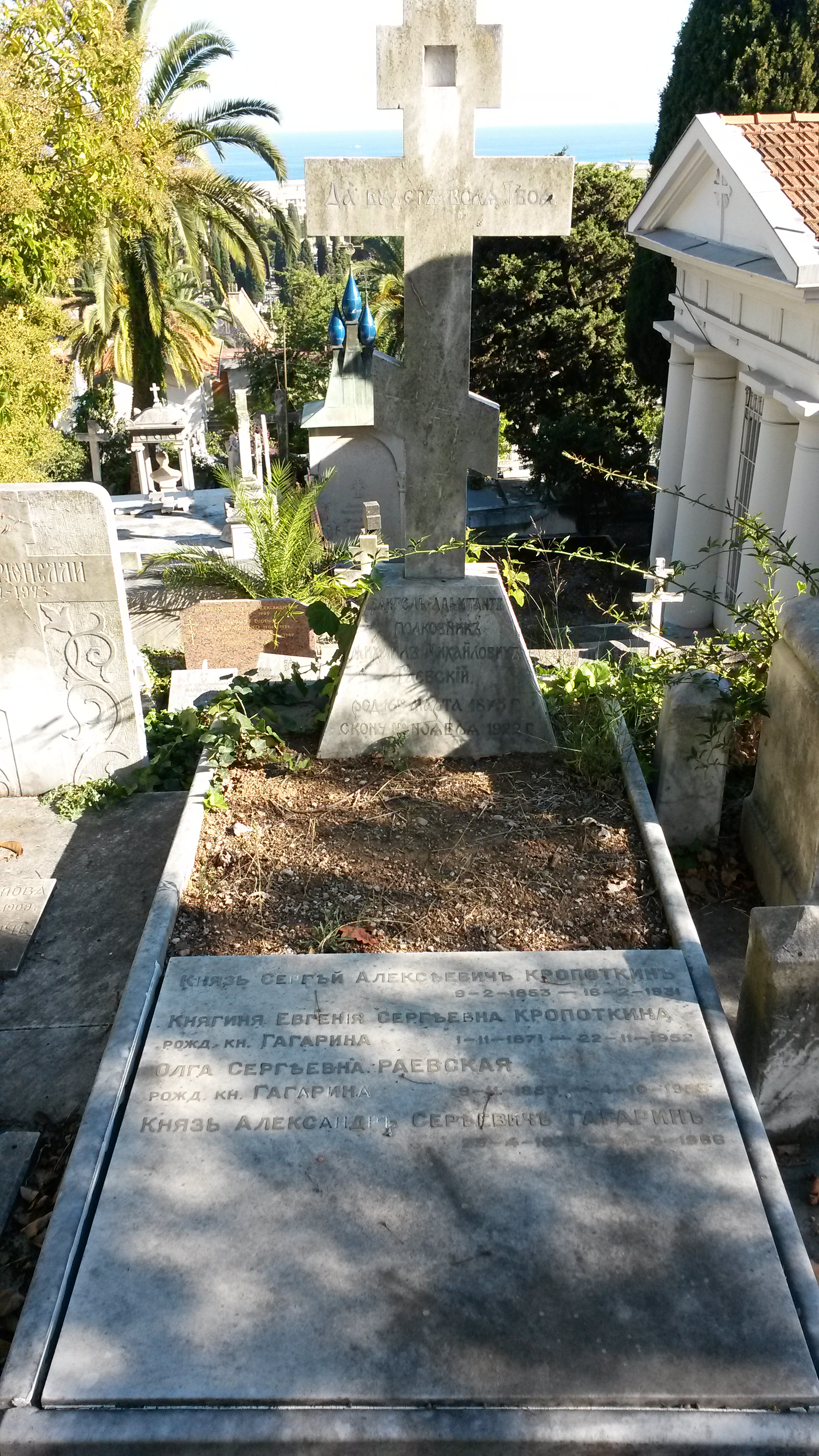
Могила Александра Гагарина на Русском кладбище в Ницце

Родился 16 апреля 1879 года в Санкт-Петербурге. Сын князя Сергея Николаевича Гагарина и его жены княгини Ольги Дмитриевны, урожденной Селезневой. Воспитывался в Николаевском кадетском корпусе. Откуда в 1901 году переведен в Николаевское инженерное училище. В 1902 году переведен в Николаевское кавалерийское училище.
После окончания училища 22 апреля 1905 года из унтер-офицеров произведен в корнеты Новомиргородского драгунского полка, с прикомандированием с 29 апреля того же года к Кавалергардскому полку. 3 сентября того же года переведен в кавалергарды. В 1909 году — поручик, адъютант военного министра с зачислением по гвардейской кавалерии.
Участник Белого движения. В эмиграции в Константинополе (Турция). В 1922 году переехал в Канны (Франция). Возглавлял русскую колонию в качестве помощника председателя Франко-русского комитета, почетным председателем которого была великая княгиня Елена Владимировна. Ктитор и церковный староста храма Св. Михаила в Каннах. В последнее время жил в Доме для престарелых. Скончался 4 марта 1966 года в Каннах (департамент Приморские Альпы, Франция). Похоронен на Русском кладбище в Ницце.